# Zeeslag van 22 september 1914

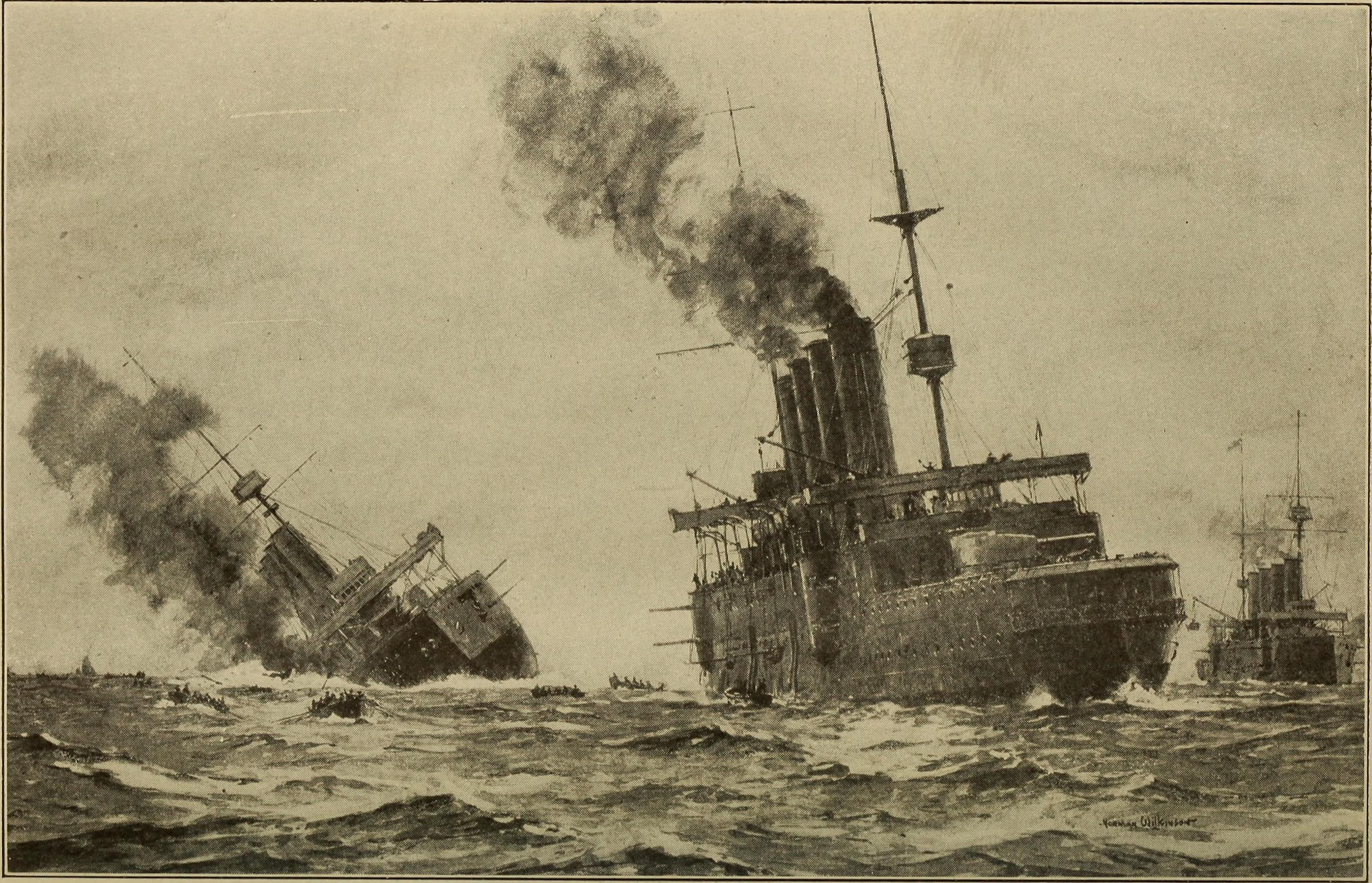
De drie Britse kruisers tijdens de aanval

De Zeeslag op 22 september 1914 was een oorlogshandeling aan het begin van de Eerste Wereldoorlog voor de Nederlandse kust. Drie Britse pantserkruisers van de Cressyklasse (de Aboukir, de Hogue en de Cressy) werden binnen anderhalf uur getorpedeerd door de Duitse U-boot U 9. Hierbij kwamen 1459 mensen om het leven.

## Gebeurtenissen
De kiel van de Britse pantserschepen waren gelegd in 1898 en 1899. Ze hadden een waterverplaatsing van 12.000 ton en konden een maximale snelheid bereiken van 21 knopen. In 1914 waren ze verouderd en was de maximale snelheid afgenomen tot 15 knopen. Ze waren opgenomen in de reservevloot, maar door het uitbreken van de oorlog werden ze weer ingezet. Ze kregen de taak te patrouilleren in het zuidelijke deel van de Noordzee om te voorkomen dat de Duitse vloot Het Kanaal zou binnenvaren. Op 17 september 1914 was er binnen de top van de Royal Navy een discussie geweest over de inzet van de schepen, het werd te gevaarlijk geacht en het besluit viel de oude pantserkruisers uit het gebied terug te trekken. Op 19 september werd dit besluit deels teruggedraaid, ze bleven in het gebied actief tot vervangende schepen beschikbaar waren.
Op 22 september 1914 tussen 07:20 en 08:35 leed op 22 zeemijl westelijk van Hoek van Holland de Royal Navy een zwaar verlies. De drie oude pantserkruisers patrouilleerden met een lage snelheid, ongeveer 10 knopen, en hielden een vaste koers aan. Als eerste werd de Aboukir beschoten door de Duitse U-boot U 9.  De opvarenden verlieten het schip, maar dit zonk zo snel dat 527 bemanningsleden met het schip ten onder gingen. Er was geen melding gemaakt van een U-boot en men vermoedde dat het schip op een zeemijn was gelopen. De Hogue snelde toe om hulp te verlenen, maar werd eveneens getroffen door een torpedo van de U 9. Ook de Cressy kwam naderbij en was eveneens een gemakkelijk doelwit voor de op circa 1000 meter afstand op de uitkijk liggende U-boot.
Meer dan 2000 Britse zeelieden lagen in het water of dreven in een van de weinige vlotten of sloepen. Er waren bijna geen zwemvesten aan boord van de schepen. Van de opvarenden werden er 837 gered door Nederlandse vissersschepen en koopvaardijschepen, de Flora uit Rotterdam redde 286 mensen en Titan nog eens 147. Anderen konden op vlotten de Nederlandse kust bereiken. 1459 opvarenden verdronken. Tientallen slachtoffers werden begraven op een ereveld op de Algemene Begraafplaats aan de Kerkhoflaan in Den Haag. Op de Algemene of Gemeentelijke Begraafplaats aan de Oude Zeeweg te Noordwijk aan Zee liggen 56 slachtoffers begraven. Slechts twee van hen konden worden geïdentificeerd.

## Gevolgen
De reputatie van de Royal Navy liep een forse deuk op. Het verlies aan mensenlevens, hoofdzakelijk reservisten met een jarenlang dienstverband, dompelde Groot-Brittannië in rouw. Men kon nauwelijks geloven dat één Duitse U-boot dit had gedaan.
De kapitein van de onderzeeboot, Otto Weddigen, werd in Duitsland als zeeheld geëerd, terwijl hij in Engeland als een misdadiger werd beschouwd.
Galerij

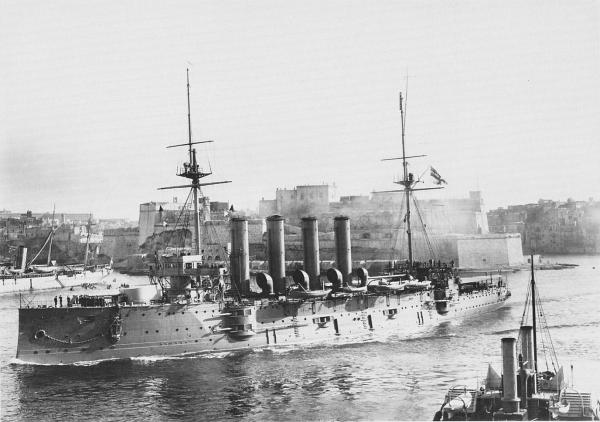
HMS Aboukir
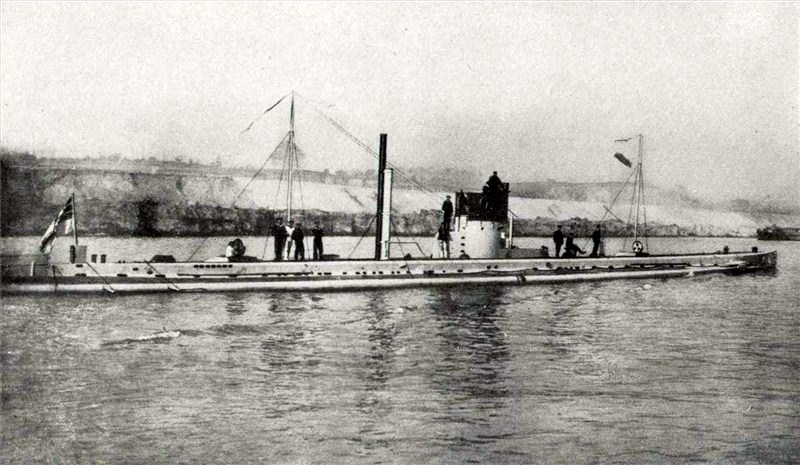
Onderzeeboot U 9
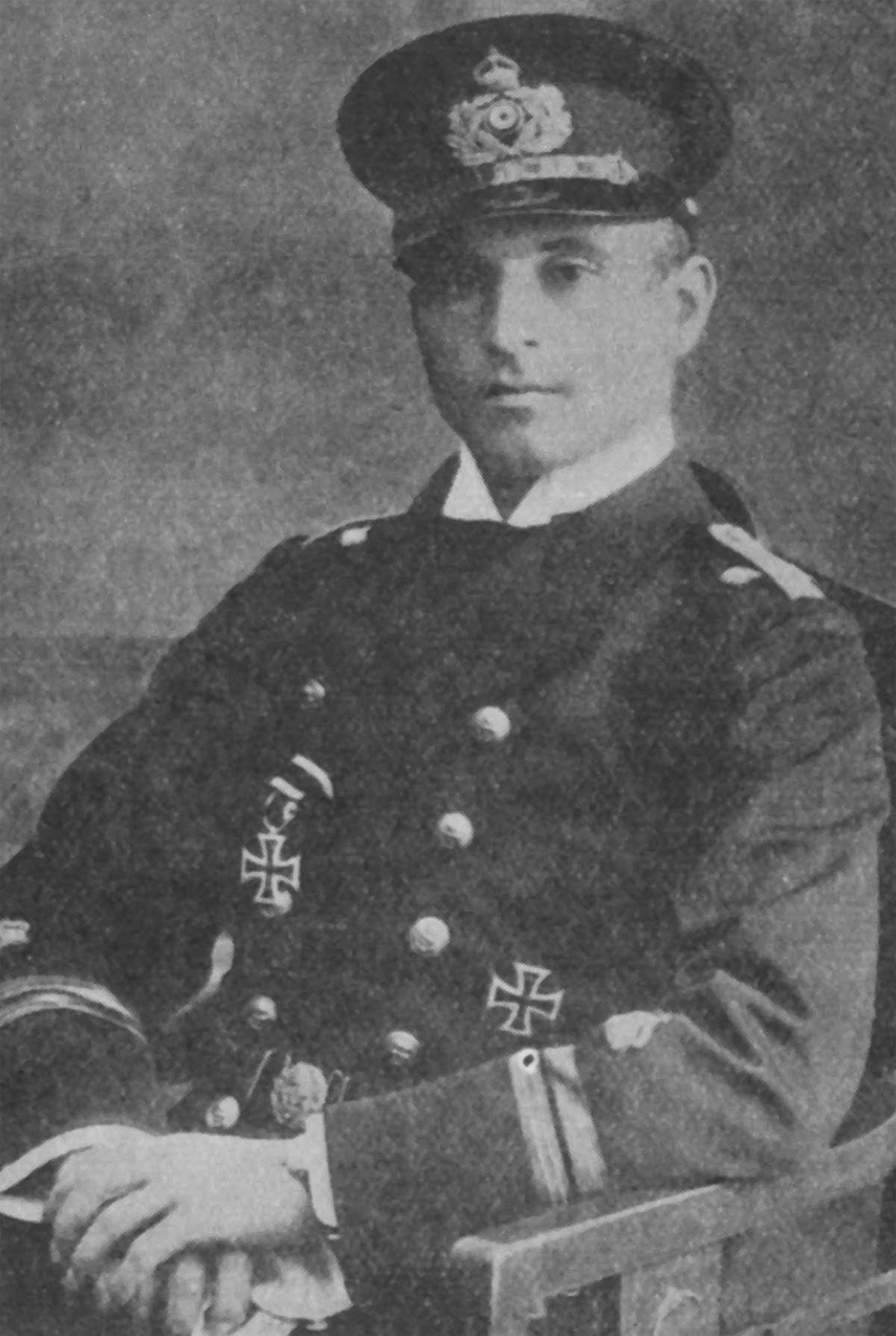
Kapitänleutnant Otto Weddigen
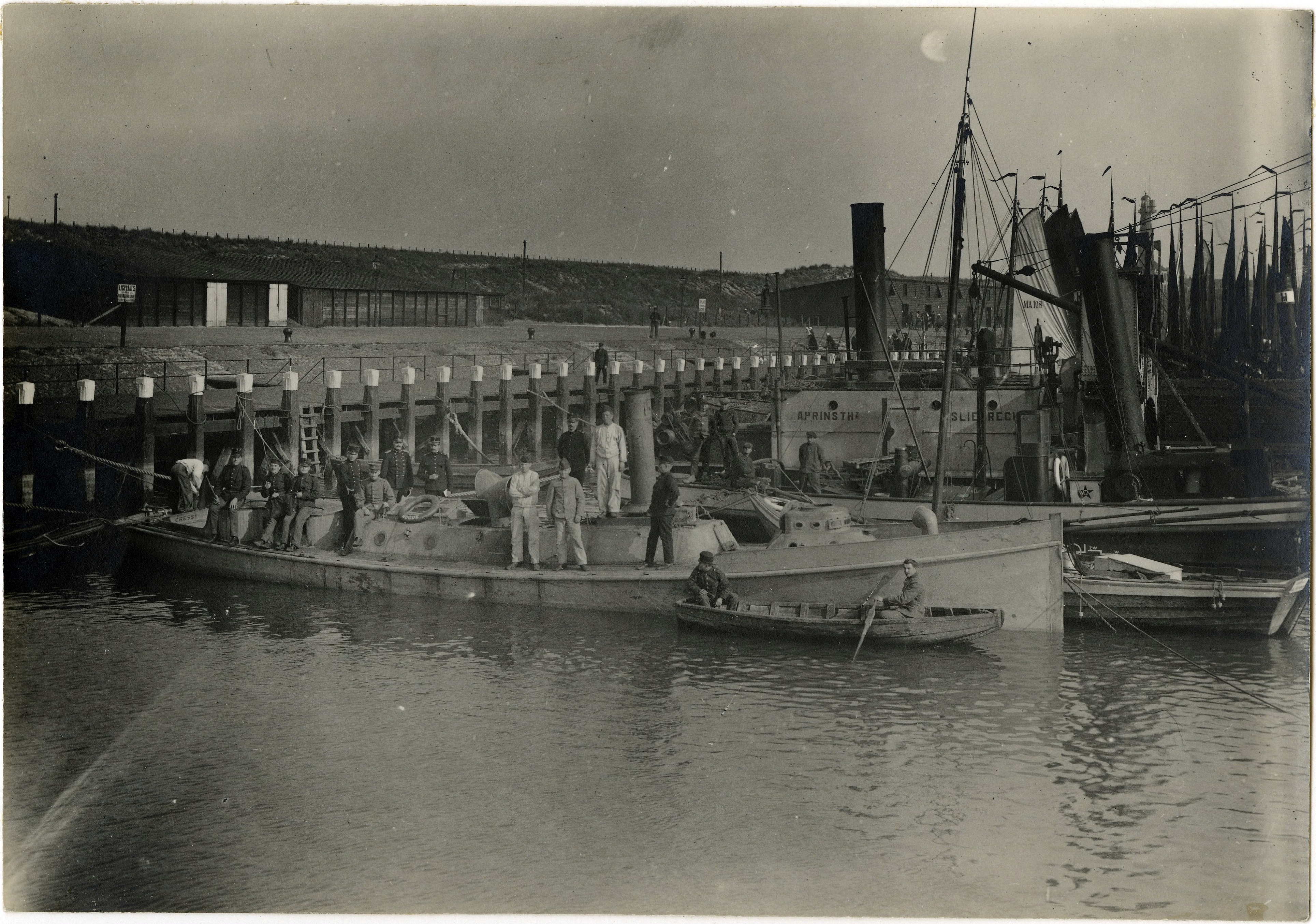
Stoombarkas van HMS Cressy, in de haven van Scheveningen, 1914. Nederlandse autoriteiten vonden het na de strijd leeg drijvend op zee
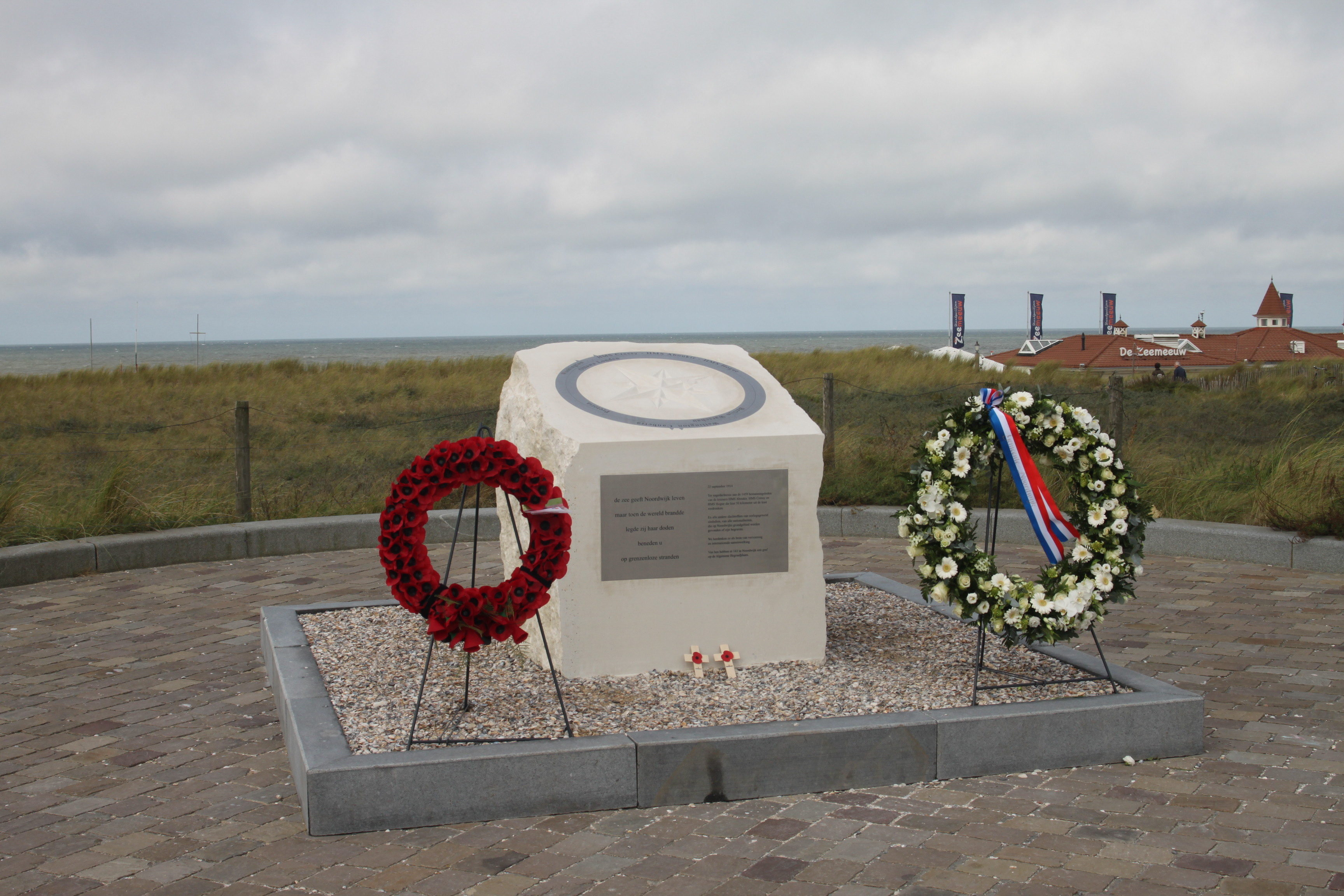
Monument ter nagedachtenis aan de in Noordwijk aangespoelde en of begraven oorlogsslachtoffers
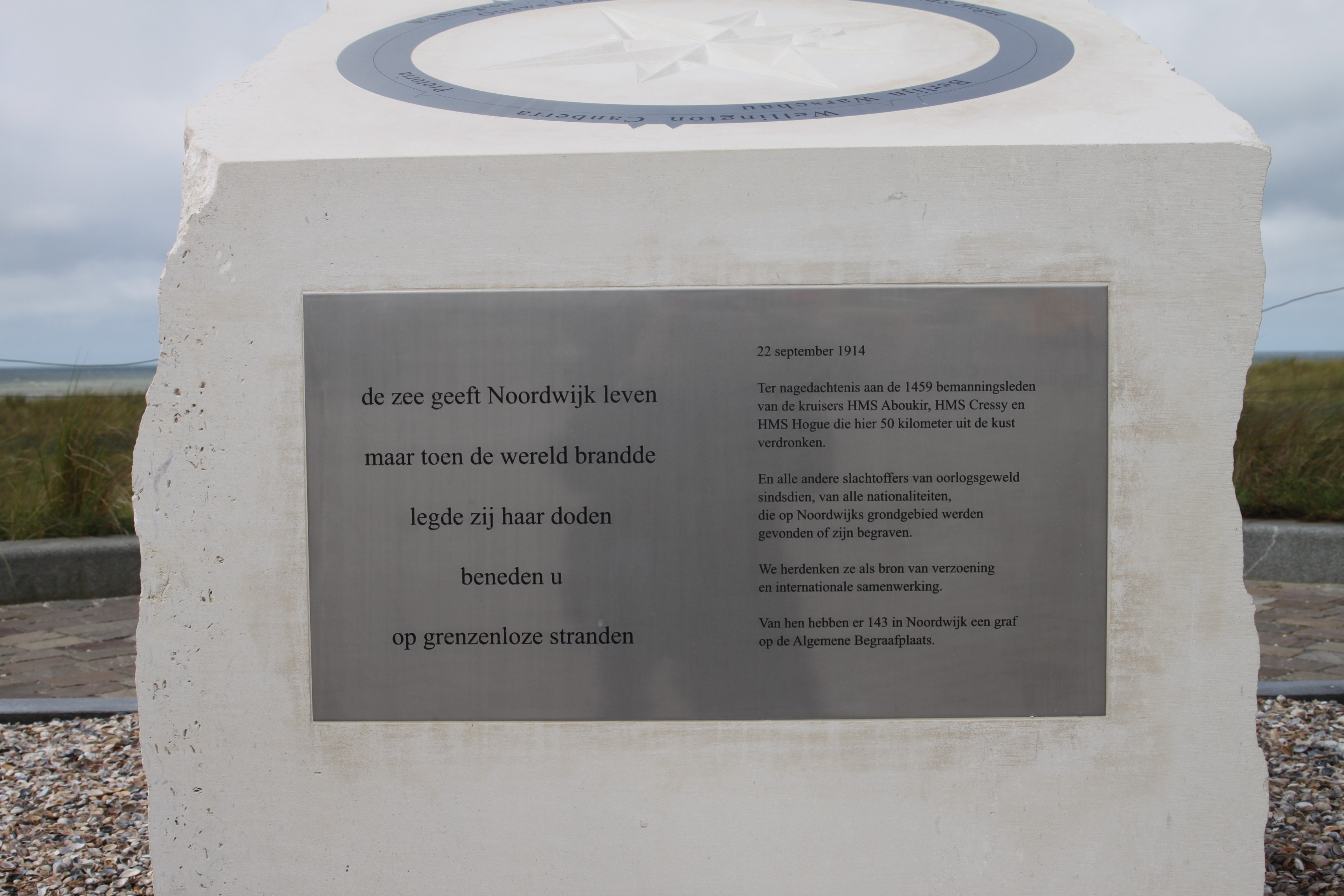
Tekst op het monument te Noordwijk

## Varia
Volgens de overlevering zou de volgende anekdote tijdens deze ramp zijn voorgevallen: een streng gelovige protestant zwemt van een plank weg waaraan hij samen met een andere matroos zich drijvende heeft gehouden, echter deze plank kan het gewicht van hen beiden niet dragen. Hij roept tegen de jongen: De dood betekent leven voor mij. Jij bent onbekeerd. Hou je vast en red je. Vaarwel.... Deze anekdote wordt ook in (behoudende) protestante kerken nog dikwijls opgehaald.
Op de Wilhelminaboulevard in Noordwijk staat een monument ter nagedachtenis aan de gebeurtenissen op 22 september 1914. 